# Унион Сан Фелипе
Унион Сан Фелипе (на испански: Unión San Felipe) е чилийски футболен отбор от Сан Фелипе, регион Валпараисо. Основан е на 16 октомври 1956 г. и е единственият отбор в страната, спечелил Примера Б и още на следващата година – Примера Дивисион. Освен това има една Купа на Чили и още две титли във втора дивизия.

## История
Две години след основаването си през 1956 г. Унион Сан Фелипе печели промоция за втора дивизия. В периода 1961 – 1968 г. без особен успех играе в първа дивизия, преди да се завърне за кратко във втора. През 1970 г. печели шампионата на втора дивизия и промоция за елита. През 1971 г. печели и титлата в Примера Дивисион, завършвайки с две точки преднина пред Универсидад де Чиле. Както обаче звездният миг бързо настъпва за отбора, така бързо и залязва – през следващите две години Унион Сан Фелипе завършва съответно на две и три точки от последното място и се спасява на косъм от изпадане, а през 1974 г. заема последното място и изпада. Оттогава тимът няколко пъти печели промоция за първа дивизия, но не успява да се задържи там особено дълго и прекарва повече време във втора дивизия. През 2009 г. печели Купата на Чили след победа с 3:0 над Мунисипал Икике.

## Футболисти

### Известни бивши футболисти
- Хайме Рамирес

## Успехи
- Примера Дивисион:
  - Шампион (1): 1971
- Примера Б:
  - Шампион (3): 1970, 2000, 2009
  - Вицешампион (3): 1961, 1988, 2015
- Копа Чиле:
  - Носител (1): 2009